# ベデル・カイセド
ベデル・フリオ・カイセド・ラストラ（スペイン語: Beder Julio Caicedo Lastra、1992年5月13日 - ）は、エクアドルのサッカー選手。エクアドル代表。ポジションはDFまたはMF。

## クラブ歴
2010年に3部のアブエロスFCで選手となった。その後、国内のクラブを転々とし、2016年にデルフィンSCに期限付き移籍で加入、セリエA初出場となった。
2017年にバルセロナSCに完全移籍。
2020年にインデペンディエンテ・デル・バジェに完全移籍。

## エクアドル代表歴
2018年11月15日に行われたペルー代表との親善試合で代表初出場。コパ・アメリカ2019にも参加し。グループステージのウルグアイ代表戦に出場した。